# Izumi Matsumoto
Izumi Matsumoto (jap. まつもと 泉, Matsumoto Izumi; geboren 13. Oktober 1958 in der Präfektur Toyama, Japan; gestorben 6. Oktober 2020) war der Künstlername des japanischen Mangakas Kazuya Terashima (寺嶋 一弥, Terashima Kazuya).
Seine Karriere begann 1982, als er seinen Manga Milk Report (ミルク☆レポート) im Magazin Fresh Jump veröffentlichte. Der wirkliche Erfolg kam allerdings 1984, als er im selben Magazin sein erfolgreichstes Werk Kimagure Orange Road veröffentlichte.
Kazushi Hagiwara arbeitete als Assistent bei ihm.
Matsumoto starb im Oktober 2020, eine Woche vor seinem 62. Geburtstag, „an den Langzeitfolgen eines Autounfalls, den er 1961 als Dreijähriger überlebt hatte“.

## Werke
- Kimagure Orange Road (1984)
- Sesame Street (1990)
- Black Moon (1992)